# Maya Moreel
Maya Moreel (1972) is een Vlaamse actrice.

## Filmografie
- Chez Bompa Lawijt (1995-1996) - Viviane
- De Kotmadam (1998) - Sigrid, vriendin van Jo
- Engeltjes (1999) - Hanneleen
- Heterdaad (1999) - Bessie Luyten
- Flikken (1999) - Zoë
- Verschoten & Zoon (2000) - Cindy
- F.C. De Kampioenen (2000, 2008) - vriendin van Boma en verkoopster
- Recht op Recht (2000) - Iris Santens
- Wittekerke (2001) - Sarah Van De Kerkhoven
- Rupel (2004) - Melanie
- Aspe (2006) - Anna
- Emma (2007) - Micheline Segers
- Zone Stad (2008) -  weduwe Reuben
- Goesting (2010) - verpleegster

## Privé
Maya Moreel is gehuwd met collega-acteur Karel Deruwe. Ze heeft twee kinderen, een zoon en een dochter.